# حبیب پناهی
حبیب پناهی از سیاستمداران ایرانی بود، که در دوره‌ شانزدهم به عنوان نماینده تبریز، دوره‌ هجدهم بعنوان نماینده خلخال  و دوره نوزدهم بعنوان نماینده اردبیل در مجلس شورای ملی حضور داشت.